# Phổ học

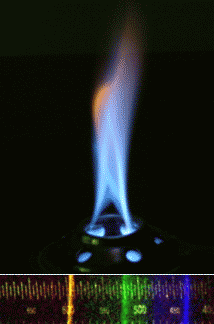
Quang phổ của một ngọn lửa, cho thấy ba vạch chính, đặc trưng cho thành phần hóa học của các chất trong ngọn lửa.

Quang phổ học hay Phổ học là ngành nghiên cứu về sự tương tác giữa vật chất và bức xạ điện từ (thông qua quang phổ điện tử, quang phổ nguyên tử,...). Về mặt lịch sử, quang phổ bắt nguồn từ nghiên cứu ánh sáng khả kiến phân tán theo bước sóng của nó, bởi một lăng kính. Sau đó, khái niệm này đã được mở rộng đáng kể để bao gồm bất kỳ tương tác nào với năng lượng bức xạ như là một hàm của bước sóng hoặc tần số của nó, chủ yếu là trong phổ điện từ, mặc dù sóng vật chất và sóng âm cũng có thể được coi là dạng năng lượng bức xạ; Gần đây, với độ khó rất lớn, ngay cả sóng hấp dẫn đã được liên kết với một chữ ký quang phổ trong bối cảnh của Đài quan sát sóng hấp dẫn giao thoa kế laser (LIGO) và giao thoa kế laser. Dữ liệu phổ thường được biểu diễn bằng phổ phát xạ, biểu đồ đáp ứng của mối quan tâm, như là một hàm của bước sóng hoặc tần số.
Quang phổ, chủ yếu trong phổ điện từ, là một công cụ thăm dò cơ bản trong các lĩnh vực vật lý, hóa học và thiên văn học, cho phép nghiên cứu thành phần, cấu trúc vật lý và cấu trúc điện tử của vật chất ở quy mô nguyên tử, quy mô phân tử, quy mô vĩ mô và hơn thế nữa khoảng cách thiên văn. Các ứng dụng quan trọng phát sinh từ quang phổ y sinh trong các lĩnh vực phân tích mô và hình ảnh y tế.

## Giới thiệu
Quang phổ là các thuật ngữ được sử dụng để chỉ việc đo cường độ bức xạ như là một hàm của bước sóng và thường được sử dụng để mô tả các phương pháp phổ thực nghiệm. Các thiết bị đo quang phổ được gọi là máy quang phổ, máy đo quang phổ hoặc máy phân tích quang phổ.
Quan sát hàng ngày về màu sắc có thể liên quan đến quang phổ. Ánh sáng neon là một ứng dụng trực tiếp của quang phổ nguyên tử. Neon và các khí trơ có tần số phát thải đặc trưng (màu sắc). Đèn neon sử dụng va chạm của các electron với khí để kích thích những khí thải. Mực, thuốc nhuộm và sơn bao gồm các hợp chất hóa học được lựa chọn cho các đặc tính phổ của chúng để tạo ra màu sắc và màu sắc cụ thể. Một phổ phân tử thường gặp là nitơ dioxide. Nitrogen khí có tính năng hấp thụ màu đỏ đặc trưng, và điều này làm cho không khí bị ô nhiễm với nitơ dioxide có màu nâu đỏ. Hiện tượng tán xạ Rayleigh là hiện tượng tán xạ quang phổ chiếm màu của bầu trời.
Các nghiên cứu quang phổ là trung tâm cho sự phát triển của cơ học lượng tử và bao gồm lời giải thích của bức xạ đen của Max Planck, lời giải thích của Albert Einstein về hiệu ứng quang điện và giải thích về cấu trúc nguyên tử và quang phổ của Niels Bohr. Quang phổ được sử dụng trong hóa học vật lý và phân tích vì các nguyên tử và phân tử có quang phổ độc đáo. Kết quả là, các phổ này có thể được sử dụng để phát hiện, xác định và định lượng thông tin về các nguyên tử và phân tử. Quang phổ cũng được dùng trong thiên văn học và cảm nhận từ xa trên Trái Đất. Hầu hết các kính thiên văn nghiên cứu đều có máy quang phổ. Phổ đo được sử dụng để xác định thành phần hóa học và tính chất vật lý của các vật thể thiên văn (như nhiệt độ và vận tốc của chúng).

## Lý thuyết
Một trong những khái niệm trung tâm trong quang phổ là cộng hưởng và tần số cộng hưởng tương ứng của nó. Cộng hưởng đầu tiên được đặc trưng trong các hệ thống cơ khí như con lắc. Các hệ thống cơ học dao động hoặc dao động sẽ trải qua các dao động biên độ lớn khi chúng được điều khiển ở tần số cộng hưởng của chúng. Một biểu đồ biên độ so với tần số kích thích sẽ có cực đại tập trung tại tần số cộng hưởng. Biểu đồ này là một loại phổ, với cực đại thường được gọi là một vạch phổ và hầu hết các vạch phổ có bề ngoài tương tự nhau.
Trong các hệ cơ học lượng tử, cộng hưởng tương tự là sự ghép của hai trạng thái đứng yên cơ học lượng tử của một hệ, chẳng hạn như một nguyên tử, thông qua một nguồn năng lượng dao động như photon. Sự kết hợp của hai trạng thái mạnh nhất khi năng lượng của nguồn khớp với chênh lệch năng lượng giữa hai trạng thái. Năng lượng của một photon có liên quan đến tần số của nó  {\ displaystyle (\ nu)Ư  bởi  {\ displaystyle E = h \ nu}  Ở đâu  {\ displaystyle h}  là hằng số của Planck, và do đó, phổ của đáp ứng hệ thống so với tần số photon sẽ đạt cực đại ở tần số hoặc năng lượng cộng hưởng. Các hạt như electron và neutron có mối quan hệ tương đương, mối quan hệ de Broglie giữa động năng của chúng với bước sóng và tần số của chúng và do đó cũng có thể kích thích các tương tác cộng hưởng.
Quang phổ của các nguyên tử và phân tử thường bao gồm một loạt các vạch quang phổ, mỗi vạch đại diện cho sự cộng hưởng giữa hai trạng thái lượng tử khác nhau. Giải thích của loạt bài này, và các mô hình quang phổ liên quan đến chúng, là một trong những điều bí ẩn thử nghiệm thúc đẩy sự phát triển và chấp nhận cơ học lượng tử. Chuỗi phổ hydro nói riêng lần đầu tiên được giải thích thành công bằng mô hình lượng tử Rutherford-Bohr của nguyên tử hydro. Trong một số trường hợp, các vạch quang phổ được phân tách và phân biệt tốt, nhưng các vạch quang phổ cũng có thể trùng nhau và dường như là một sự chuyển tiếp duy nhất nếu mật độ của các trạng thái năng lượng đủ cao. Loạt tên là dòng bao gồm chủ yếu, sắc nét, khuếch tán và hàng loạt cơ bản.

## Phân loại phương thức

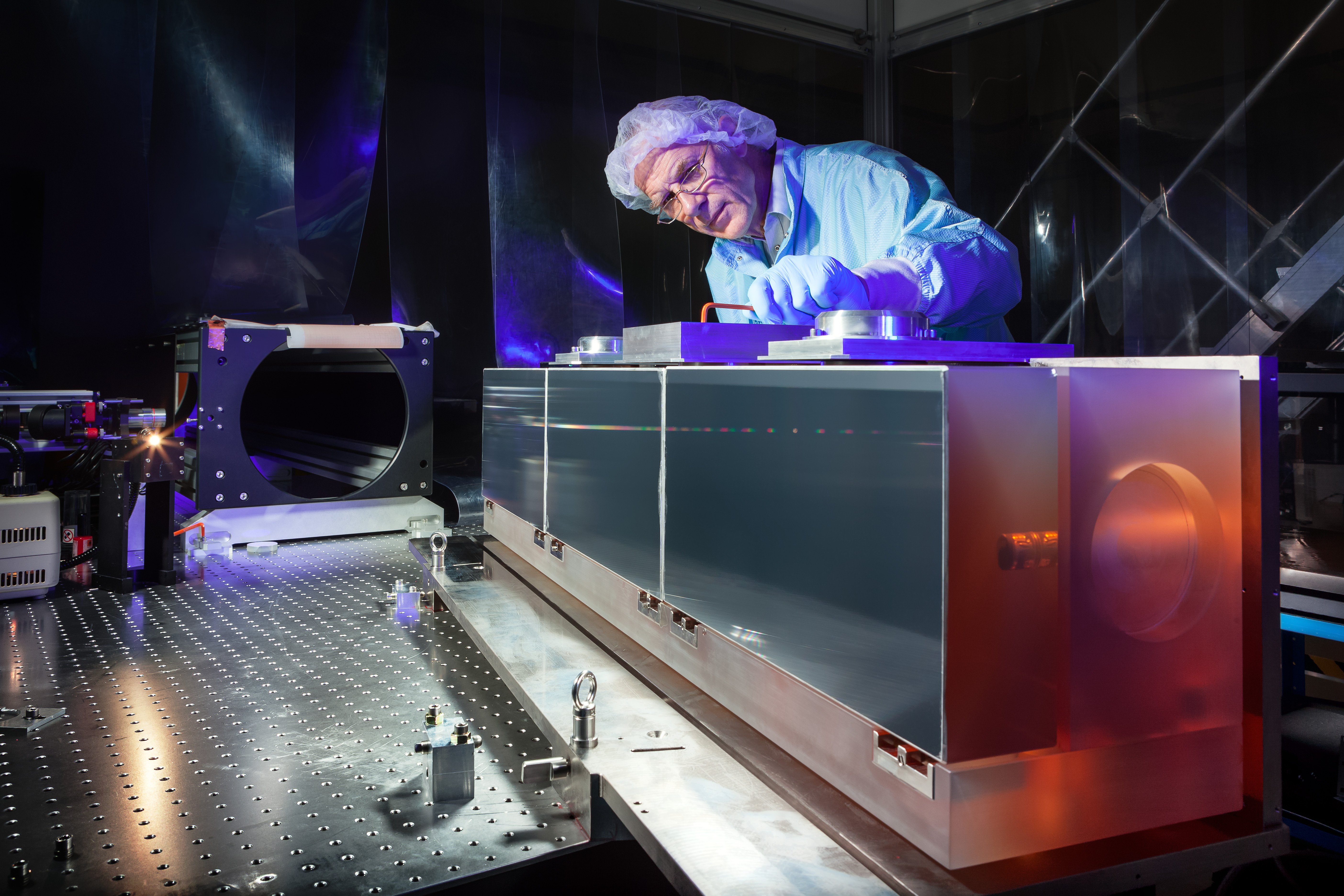
Một nhiễu xạ rất lớn nằm ở trung tâm của máy quang phổ ESPRESSO siêu chính xác..

Một nhiễu xạ rất lớn nằm ở trung tâm của máy quang phổ ESPRESSO cực kỳ chính xác.
Quang phổ là một lĩnh vực đủ rộng có nhiều phân ngành tồn tại, mỗi ngành có nhiều triển khai các kỹ thuật quang phổ cụ thể. Các triển khai và kỹ thuật khác nhau có thể được phân loại theo nhiều cách.

### Loại năng lượng bức xạ
Các loại quang phổ được phân biệt bởi loại năng lượng bức xạ liên quan đến tương tác. Trong nhiều ứng dụng, phổ được xác định bằng cách đo những thay đổi về cường độ và tần số của năng lượng này. Các loại năng lượng bức xạ được nghiên cứu bao gồm:
- Bức xạ điện từ là nguồn gốc đầu tiên của năng lượng sử dụng cho nghiên cứu quang phổ. Các kỹ thuật sử dụng bức xạ điện từ thường được phân loại theo vùng bước sóng của phổ và bao gồm vi sóng, terahertz, hồng ngoại, cận hồng ngoại, tia cực tím, tia X và quang phổ gamma.
- Các hạt, do sóng de Broglie của chúng, cũng có thể là một nguồn năng lượng bức xạ. Cả phổ điện tử và neutron thường được sử dụng. Đối với một hạt, nó động năng xác định bước sóng của nó.
  - Quang phổ âm học liên quan đến sóng áp lực bức xạ.
- Phân tích cơ học động có thể được sử dụng để truyền năng lượng bức xạ, tương tự như sóng âm, đến vật liệu rắn.

### Bản chất của sự tương tác
Các loại quang phổ cũng có thể được phân biệt bởi bản chất của sự tương tác giữa năng lượng và vật liệu. Những tương tác này bao gồm:
- Quang phổ hấp thụ: Hấp thụ xảy ra khi năng lượng từ nguồn bức xạ được hấp thụ bởi vật liệu. Độ hấp thụ thường được xác định bằng cách đo phần năng lượng truyền qua vật liệu, với độ hấp thụ giảm phần truyền đi.
- Quang phổ phát xạ: Phát xạ chỉ ra rằng năng lượng bức xạ được giải phóng bởi vật liệu. Phổ đen của vật liệu là phổ phát xạ tự phát được xác định bởi nhiệt độ của nó. Tính năng này có thể được đo bằng hồng ngoại bằng các dụng cụ như giao thoa kế bức xạ phát ra trong khí quyển.[4] Phát xạ cũng có thể được gây ra bởi các nguồn năng lượng khác như ngọn lửa hoặc tia lửa hoặc bức xạ điện từ trong trường hợp huỳnh quang.
- Quang phổ tán xạ đàn hồi và phổ phản xạ xác định cách bức xạ sự cố được phản xạ hoặc tán xạ bởi một vật liệu. Tinh thể học sử dụng sự tán xạ của bức xạ năng lượng cao, chẳng hạn như tia X và electron, để kiểm tra sự sắp xếp của các nguyên tử trong protein và tinh thể rắn.
- Quang phổ trở kháng: Trở kháng là khả năng của một phương tiện để cản trở hoặc làm chậm sự truyền năng lượng. Đối với các ứng dụng quang học, điều này được đặc trưng bởi chỉ số khúc xạ.
- Hiện tượng tán xạ không đàn hồi liên quan đến sự trao đổi năng lượng giữa bức xạ và vật chất làm thay đổi bước sóng của bức xạ tán xạ. Chúng bao gồm tán xạ Raman và Compton.
- Quang phổ kết hợp hoặc cộng hưởng là các kỹ thuật trong đó năng lượng bức xạ kết hợp hai trạng thái lượng tử của vật liệu trong một tương tác kết hợp được duy trì bởi trường bức xạ. Sự kết hợp có thể bị phá vỡ bởi các tương tác khác, chẳng hạn như va chạm hạt và truyền năng lượng, và do đó thường đòi hỏi bức xạ cường độ cao để được duy trì. Quang phổ cộng hưởng từ hạt nhân (NMR) là phương pháp cộng hưởng được sử dụng rộng rãi, và quang phổ laser cực nhanh cũng có thể có ở các vùng phổ hồng ngoại và khả kiến.

### Loại vật liệu
Các nghiên cứu quang phổ được thiết kế sao cho năng lượng bức xạ tương tác với các loại vật chất cụ thể.

#### Nguyên tử
Quang phổ nguyên tử là ứng dụng đầu tiên của quang phổ học được phát triển. Quang phổ hấp thụ nguyên tử và quang phổ phát xạ nguyên tử liên quan đến ánh sáng nhìn thấy và tia cực tím. Những sự hấp thụ và phát thải này, thường được gọi là các vạch phổ nguyên tử, là do sự chuyển đổi điện tử của các electron lớp vỏ ngoài khi chúng tăng và giảm từ quỹ đạo này sang quỹ đạo khác. Các nguyên tử cũng có quang phổ tia X riêng biệt do sự kích thích của các electron lớp vỏ bên trong đến trạng thái kích thích.
Các nguyên tử của các nguyên tố khác nhau có quang phổ riêng biệt và do đó quang phổ nguyên tử cho phép xác định và định lượng thành phần nguyên tố của mẫu. Sau khi phát minh ra máy quang phổ, Robert Bunsen và Gustav Kirchhoff đã phát hiện ra các nguyên tố mới bằng cách quan sát phổ phát xạ của chúng. Các dòng hấp thụ nguyên tử được quan sát trong phổ mặt trời và được gọi là các dòng Fraunhofer sau khi người phát hiện ra chúng. Một lời giải thích toàn diện về phổ hydro là một thành công ban đầu của cơ học lượng tử và giải thích sự dịch chuyển Lamb được quan sát trong phổ hydro, điều này càng dẫn đến sự phát triển của điện động lực học lượng tử.
Các triển khai hiện đại của quang phổ nguyên tử để nghiên cứu các chuyển đổi nhìn thấy và cực tím bao gồm quang phổ phát xạ ngọn lửa, quang phổ phát xạ nguyên tử plasma kết hợp cảm ứng, quang phổ phóng điện phát quang, quang phổ plasma gây ra bằng lò vi sóng và quang phổ phát xạ tia lửa hoặc hồ quang. Kỹ thuật nghiên cứu quang phổ tia X bao gồm quang phổ tia X và huỳnh quang tia X.

#### Phân tử
Sự kết hợp của các nguyên tử thành các phân tử dẫn đến việc tạo ra các loại trạng thái năng lượng độc đáo và do đó quang phổ duy nhất của sự chuyển tiếp giữa các trạng thái này. Phổ phân tử có thể thu được do trạng thái spin electron (cộng hưởng từ trường điện tử), quay phân tử, rung phân tử và trạng thái điện tử. Xoay là chuyển động tập thể của hạt nhân nguyên tử và thường dẫn đến quang phổ trong các vùng phổ sóng vi ba và milimet. Quang phổ quay và quang phổ vi sóng là đồng nghĩa. Rung động là chuyển động tương đối của hạt nhân nguyên tử và được nghiên cứu bằng cả phổ hồng ngoại và phổ Raman. Kích thích điện tử được nghiên cứu bằng quang phổ nhìn thấy và tia cực tím cũng như quang phổ huỳnh quang.
Các nghiên cứu về quang phổ phân tử đã dẫn đến sự phát triển của maser đầu tiên và góp phần vào sự phát triển tiếp theo của laser.

#### Pha lê và vật liệu mở rộng
Sự kết hợp của các nguyên tử hoặc phân tử thành tinh thể hoặc các dạng mở rộng khác dẫn đến việc tạo ra các trạng thái năng lượng bổ sung. Những tiểu bang này rất nhiều và do đó có mật độ cao của các tiểu bang. Mật độ cao này thường làm cho quang phổ yếu hơn và ít khác biệt hơn, nghĩa là rộng hơn. Chẳng hạn, bức xạ của người đen là do chuyển động nhiệt của các nguyên tử và phân tử trong vật liệu. Phản ứng âm thanh và cơ học là do chuyển động tập thể là tốt. Tuy nhiên, các tinh thể tinh khiết có thể có sự chuyển tiếp quang phổ riêng biệt và sự sắp xếp tinh thể cũng có ảnh hưởng đến quang phổ phân tử quan sát được. Cấu trúc mạng tinh thể thông thường của các tinh thể cũng tán xạ tia X, electron hoặc neutron cho phép nghiên cứu về tinh thể học.

#### Hạt nhân
Các hạt nhân cũng có các trạng thái năng lượng riêng biệt được phân tách rộng rãi và dẫn đến phổ tia gamma. Các trạng thái spin hạt nhân khác biệt có thể có năng lượng của chúng được phân tách bằng một từ trường, và điều này cho phép quang phổ cộng hưởng từ hạt nhân.

## Các loại khác
Các loại quang phổ khác được phân biệt bằng các ứng dụng hoặc triển khai cụ thể:
- Quang phổ cộng hưởng âm dựa trên sóng âm chủ yếu ở vùng âm thanh và siêu âm.
- Quang phổ điện tử Auger là phương pháp được sử dụng để nghiên cứu các bề mặt của vật liệu ở quy mô vi mô. Nó thường được sử dụng liên quan đến kính hiển vi điện tử.
- Quang phổ vòng xuống
- Quang phổ Dichroism tròn
- Quang phổ Raman chống Stokes mạch lạc là một kỹ thuật gần đây có độ nhạy cao và các ứng dụng mạnh mẽ cho quang phổ in vivo và hình ảnh.[5]
- Quang phổ huỳnh quang nguyên tử hơi lạnh
- Quang phổ tương quan bao gồm một số loại phổ NMR hai chiều.
- Quang phổ thoáng qua ở mức độ sâu đo lường nồng độ và phân tích các thông số của khuyết tật hoạt động điện trong vật liệu bán dẫn.
- Quang phổ điện môi
- Giao thoa kế phân cực kép đo các thành phần thực và ảo của chỉ số khúc xạ phức tạp.
- Quang phổ tổn thất năng lượng điện tử trong kính hiển vi điện tử truyền qua.
- Quang phổ hiện tượng điện tử đo các tính chất hóa lý và đặc điểm của cấu trúc điện tử của các hệ thống phân tử đa thành phần và phức tạp.
- Quang phổ cộng hưởng điện từ
- Quang phổ lực lượng
- Quang phổ biến đổi Fourier là một phương pháp hiệu quả để xử lý dữ liệu phổ thu được bằng giao thoa kế. Quang phổ hồng ngoại biến đổi Fourier là một triển khai phổ biến của quang phổ hồng ngoại. NMR cũng sử dụng các biến đổi Fourier.
- Quang phổ Hadron nghiên cứu phổ năng lượng / khối lượng của các hadron theo tính chất spin, chẵn lẻ và các tính chất hạt khác. Quang phổ baryon và quang phổ meson là các loại quang phổ hadron.
- Hình ảnh siêu âm là một phương pháp để tạo ra một bức tranh hoàn chỉnh về môi trường hoặc các đối tượng khác nhau, mỗi pixel chứa một hình ảnh có thể nhìn thấy đầy đủ, có thể nhìn thấy gần hồng ngoại, gần hồng ngoại hoặc hồng ngoại.
- Quang phổ đường hầm electron không đàn hồi sử dụng những thay đổi trong dòng điện do tương tác dao động điện tử không đàn hồi ở những năng lượng cụ thể cũng có thể đo được sự chuyển tiếp bị cấm về mặt quang học.
- Sự tán xạ neutron không đàn hồi tương tự như quang phổ Raman, nhưng sử dụng neutron thay vì photon.
- Quang phổ phân tích do tia laser gây ra, còn được gọi là quang phổ plasma gây ra bởi laser
- Quang phổ laser sử dụng laser có thể điều chỉnh  và các loại nguồn phát xạ kết hợp khác, chẳng hạn như bộ dao động tham số quang học,  để kích thích chọn lọc các loài nguyên tử hoặc phân tử.
- Quang phổ khối là một thuật ngữ lịch sử được sử dụng để chỉ phổ khối. Các khuyến nghị hiện tại là sử dụng thuật ngữ sau.  Thuật ngữ "quang phổ khối" bắt nguồn từ việc sử dụng màn hình phosphor để phát hiện các ion.
- Quang phổ mössbauer thăm dò tính chất của các hạt nhân đồng vị cụ thể trong các môi trường nguyên tử khác nhau bằng cách phân tích sự hấp thụ cộng hưởng của các tia gamma. Xem thêm hiệu ứng Mössbauer.
- Điện toán quang đa biến là một kỹ thuật cảm biến nén quang học, thường được sử dụng trong môi trường khắc nghiệt, trực tiếp tính toán thông tin hóa học từ phổ dưới dạng đầu ra tương tự.
- Quang phổ spin spin neutron đo động lực học bên trong protein và các hệ thống vật chất mềm khác.
- Quang phổ quang học đo các sóng âm thanh được tạo ra khi hấp thụ bức xạ.
- Quang phổ ảnh
- Quang phổ quang nhiệt đo nhiệt phát triển khi hấp thụ bức xạ.
- Quang phổ đầu dò bơm có thể sử dụng các xung laser cực nhanh để đo các chất trung gian phản ứng trong khoảng thời gian thứ hai giây.
- Quang phổ hoạt động quang học Raman khai thác hiệu ứng tán xạ Raman và hoạt động quang học để tiết lộ thông tin chi tiết về các trung tâm trị liệu trong các phân tử.
- Quang phổ Raman
- Quang phổ bão hòa
- Quét quang phổ đường hầm
- Quang phổ
- Quay nhiễu quang phổ dấu vết dao động tự phát của spin điện tử và hạt nhân.
- Quang phổ giải quyết thời gian đo tốc độ phân rã của các trạng thái kích thích bằng các phương pháp phổ khác nhau.
- Quang phổ kéo dài thời gian
- Quang phổ hồng ngoại nhiệt đo bức xạ nhiệt phát ra từ vật liệu và bề mặt và được sử dụng để xác định loại liên kết có trong mẫu cũng như môi trường mạng tinh thể của chúng. Các kỹ thuật được sử dụng rộng rãi bởi các nhà hóa học hữu cơ, nhà khoáng vật học và nhà khoa học hành tinh.
- Quang phổ grating thoáng qua đo lường sự lan truyền quasiparticle. Nó có thể theo dõi những thay đổi trong vật liệu kim loại khi chúng được chiếu xạ.
- Quang phổ quang điện tử cực tím
- Quang phổ tử ngoại nhìn thấy được
- Quang phổ lưỡng sắc tròn rung
- Quang phổ video
- Quang phổ quang điện tử tia X

## Ứng dụng
- Giám sát chữa bệnh bằng vật liệu tổng hợp bằng sợi quang.
- Ước tính thời gian tiếp xúc với gỗ phong hóa bằng cách sử dụng phổ hồng ngoại gần.
- Đo các hợp chất khác nhau trong các mẫu thực phẩm bằng phương pháp quang phổ hấp thụ cả trong phổ nhìn thấy và hồng ngoại.
- Đo các hợp chất độc hại trong mẫu máu
- Phân tích nguyên tố không phá hủy bằng huỳnh quang tia X.
- Nghiên cứu cấu trúc điện tử với các quang phổ khác nhau.

## Lịch sử
Lịch sử của quang phổ học bắt đầu với các thí nghiệm quang học của Isaac Newton (1666-1672). Newton đã áp dụng từ "quang phổ" để mô tả cầu vồng màu sắc kết hợp với nhau để tạo thành ánh sáng trắng và được tiết lộ khi ánh sáng trắng truyền qua lăng kính. Trong những năm đầu thập niên 1800, Joseph von Fraunhofer đã có những tiến bộ thử nghiệm với máy quang phổ tán sắc cho phép quang phổ trở thành một kỹ thuật khoa học chính xác và định lượng hơn. Kể từ đó, quang phổ học đã chơi và tiếp tục đóng một vai trò quan trọng trong hóa học, vật lý và thiên văn học.
- "Năm 1672, trong bài báo đầu tiên mà ông đệ trình lên Hội Hoàng gia, Isaac Newton đã mô tả một thí nghiệm trong đó ông cho phép ánh sáng mặt trời xuyên qua một lỗ nhỏ và sau đó qua lăng kính. Newton thấy rằng ánh sáng mặt trời, trông có vẻ trắng đối với chúng ta, là thực sự được tạo thành từ một hỗn hợp của tất cả các màu sắc của cầu vồng."[6]
- "Vào năm 1802, William Hyde Wollaston đã chế tạo một máy quang phổ cải tiến bao gồm một thấu kính để tập trung phổ của Mặt trời trên màn hình. Khi sử dụng, Wollaston nhận ra rằng các màu không được trải đều, mà thay vào đó là các mảng màu, xuất hiện dưới dạng các dải màu tối. Sau đó, vào năm 1815, nhà vật lý người Đức Joseph Fraunhofer cũng đã kiểm tra quang phổ mặt trời và tìm thấy khoảng 600 vạch tối như vậy (màu bị thiếu), hiện được gọi là vạch Fraunhofer, hay đường hấp thụ."[6]